# Nubeena
Nubeena è una città della Tasmania, in Australia; essa si trova 100 chilometri a sud-est di Hobart ed è la sede della Municipalità di Tasman. Al censimento del 2006 contava 277 abitanti.